# Берас Рохас, Октавио Антонио
Октавио Антонио Берас Рохас (исп. Octavio Antonio Beras Rojas; 16 ноября 1906, Санта-Крус-дель-Сейбо, Доминиканская Республика — 1 декабря 1990, Санто-Доминго, Доминиканская Республика) — первый доминиканский кардинал. Титулярный архиепископ Эукайта и коадъютор, с правом наследования, Санто-Доминго со 2 мая 1945 по 10 декабря 1961. Апостольский администратор Сантьяго-де-лос-Кабальерос с 25 сентября 1953 по 22 июля 1956. Архиепископ Санто-Доминго и примас Америки с 10 декабря 1961 по 15 ноября 1981. Военный ординарий Доминиканской Республики с 8 декабря 1962 по 15 ноября 1982. Председатель епископской конференции Доминиканской Республики с 1961 по 1979. Кардинал-священник с титулом церкви Сан-Систо с 28 июня 1976.
Участвовал во Втором Ватиканском соборе.